# Sam Leavitt
Sam Leavitt (Nova Iorque, 6 de fevereiro de 1904 — Los Angeles, 21 de março de 1984) é um diretor de fotografia estadunidense. Venceu o Oscar de melhor fotografia na edição de 1961 por Exodus.